# Хайридинов, Садридин Хайридинович
Садридин Хайридинович Хайридинов (род. 16 ноября 1954, Уратюбе) — таджикский предприниматель, политический и государственный деятель.

## Биография
Окончил химический факультет Таджикский Государственный Университет имени Ленина. Доктор химических наук.
Работал в Институте химии имени Никитина лаборантом, старшим лаборантом, заведующим лабораторией, директором Опытного завода. В 1991 году создал завод по производству чистого алюминия для современных электротехнических приборов «Технологический центр»; с 1997 года это предприятие также производит этиловый спирт, вино-водочную продукцию, консервы.
В 2006 году создал на базе ОАО «Технологический Центр» новую компанию «Элита Истаравшан», которой были отведены функции того направления бизнеса, которое не связано с производством алкогольной продукцией. «Элита Истаравшан» в настоящее время занимается производством джемов, варений, всех видов фруктово-овощных консервов, соков, нектаров, сокосодержащих напитков, безалкогольных газированных напитков, напитков без газа, минеральной воды, воды под брендом «Элита» и «Solo». Продукция компании занимает одно из лидирующих позиций в национальном рынке Таджикистана и экспортируется в Российскую Федерацию, Казахстан, Афганистан и Киргизию.
В 2009 году компания вела переговоры с всемирно известными ретейлерами как Wal-Mart (на рынке Великобритании представлена как Asda) и французским Auchan для продвижения национальных таджикских продуктов на рынки этих стран.

## Политическая деятельность
В 2000 году был избран депутатом Согдийского областного Маджлиса. С 2005 года депутат парламента Республики Таджикистан от Народно-Демократической Партии Таджикистана (НДПТ). Член НДПТ Республики Таджикистан.
В 2006 году был признан «лучшим меценатом Таджикистана» на основании опроса проведенного газетой «Сугд».
Награждён медалью «За заслуги перед Отечеством» президентом Таджикистана Эмомали Рахмоном.

## Личная жизнь
Женат, имеет трёх сыновей и одну дочь. Проживает в столице Таджикистана, Душанбе.